# Jorge Silva (futbolista nacido en 1996)
Jorge Fernando dos Santos Silva (Oporto, 22 de marzo de 1996) es un futbolista portugués que se desempeña en la demarcación de defensa en el Futebol Clube Paços de Ferreira de la Primeira Liga de Portugal.

## Trayectoria

### Sporting de Lisboa "B"
El 3 de diciembre de 2014 hizo su debut profesional con el Sporting de Lisboa "B" en un partido de Segunda Liga 2014-15 contra la União da Madeira.